# Ludwig Minkus
Ludwig Minkus (Aloysius Bernhard Philipp Minkus, Leon Fjodorovics Minkusz, Людвиг Минкус) (Bécs, 1826. március 23. – Bécs, 1917. december 7.) osztrák zeneszerző, elsősorban balettjeiről ismert.

## Élete
Édesapja Theodor Johann Minkus, édesanyja a magyar származású Maria Franziska Eimann.
Komponálni a bécsi Zenebarátok Társaságának Konzervatóriumában kezdett, 1846-ban már Pest-Budán is bemutatkozott. 1857-től Oroszországban élt és alkotott, Nyikolaj Boriszovics Juszpov herceg szentpétervári meghívására, főként balettzenéket írt a cári színházak számára. 1861-től a moszkvai Nagy Színház karmestere volt, majd 1864-től a moszkvai konzervatóriumban a hegedű tanszék professzorának is megválasztották.
1864-ben írta meg első háromfelvonásos balettjét A szerelem lángja avagy a szalamandra címmel, ekkor kezdődött barátsága a mű koreográfusával, Arthur Saint-Léonnal. További két műve, a Némea (1864) és a La Source (1866) Arthur Saint-Léon koreográfiájában jelent meg.
Művei közül a Don Quijote (1869) és La Bayadère (A Bajadér, 1877) vált a legsikeresebbé és legismertebbé. 
1886-ban nyugdíjazták a 60 éves zeneszerzőt, ezután öt évig még Oroszországban élt, majd feleségével visszaköltözött Bécsbe. Bécsben az udvari operánál próbált elhelyezkedni, de mivel itt műveit elavultnak ítélték, nem tartottak igényt munkájára.
1917. december 17-én, 91 éves korában hunyt el, az oroszországi forradalom kitörése után. Sírját 1939-ben a német hatóságok eltávolították a döblingi temetőből.  Az utókor nem értékelte sokra műveit, de saját kora kiemelkedőnek tartotta.

## Művei
Ludwig Minkus balettjei: 
- 1857: Thétisz és Péleusz násza
- 1862: Két nap Velencében
- 1862: Orfa

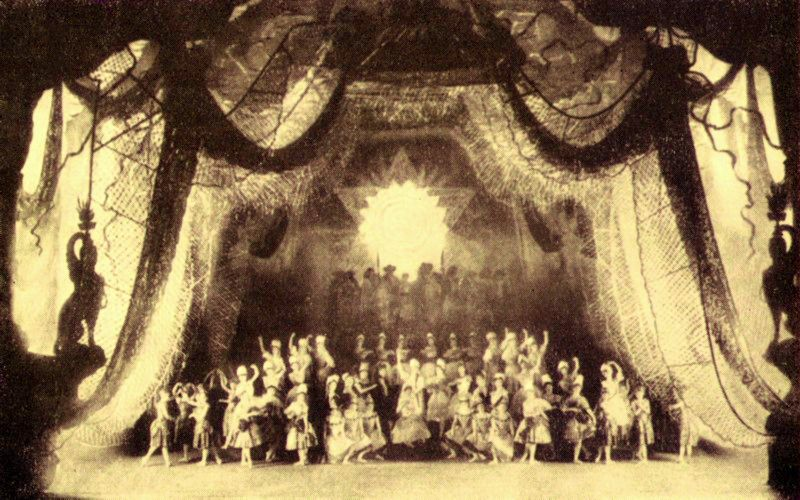
A varázspirulák előadása 1886-ban

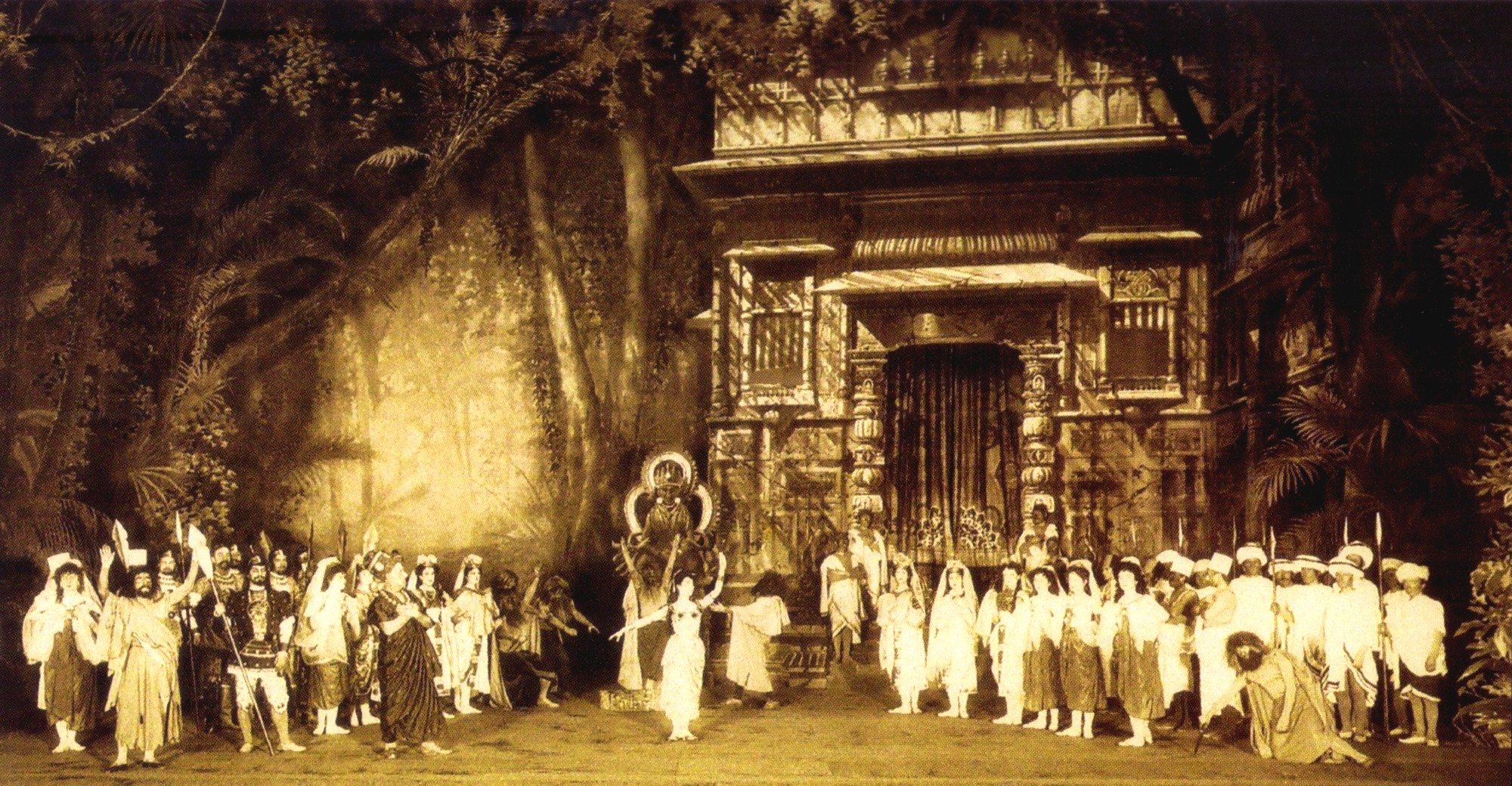
La Bayadère, 1900 körüli előadás Moszkvában

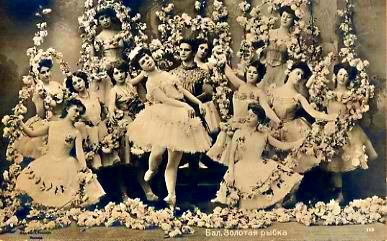
Az Aranyhal, 1905 körüli előadás Moszkvában

- 1863: A szerelem lángja avagy a szalamandra
- 1863: Pygmalion
- 1864: Fiammetta
- 1864: Neméa
- 1866: Az aranyhal
- 1866: La Source (Naila)
- 1869: Don Quijote
- 1869: A liliom
- 1871: A két csillag
- 1872: Camargo
- 1874: A pillangó
- 1874: A najád és a halász
- 1875: A banditák
- 1876: Péleusz kalandjai
- 1876: Szentivánéji álom
- 1877: La Bayadère
- 1878: Roxana a montenegrói szépség
- 1879: Hópelyhecske
- 1879: Frisac a borbély avagy a kettős menyegző
- 1879: Mlada
- 1880: A Duna lánya
- 1881: Zoraia avagy a mór lány Spanyolországban
- 1881: Paquita
- 1882: Paquerette
- 1883: Éjszaka és nappal
- 1884: Giselle
- 1885: Le Diable a quarte
- 1886: A varázspirulák
- 1886: Áldozat Ámornak avagy a szerelem barátai
- 1887: Fiammetta
- 1891: Kalkabrino
- 1897: Thétisz és Péleusz menyegzője